# Jean-Pierre Perez
Jean-Pierre Pérez (Perpinyà, 3 d'abril de 1984), anomenat popularment «Pedro», és un jugador francès de rugbi a 15.
Ha estat tercer de línia de la Unió Esportiva Arlequins de Perpinyà (USAP), on va jugar des de la temporada 2006-2007 fins a l'any 2016, quan el club va decidir no renovar-li el contracte. Mentre va estar al club català, el 2009 va assolir el títol de Campió de França de rugbi a 15, però també va ser suspès temporalment el 2012 a causa d'una sanció del comitè de la lliga francesa de rugbi a causa del seu comportament durant un partit contra el Clermont.
L'any 2017 va passar a ser jugador de la Union Sportive Colomiers Rugby, on hi havia el seu antic entrenador a la USAP, Bernard Goutta, tanmateix, l'any següent va decidir no continuar-hi.